# 어센드 그룹
어센드 그룹(Ascend Group Co. Ltd.)은 태국 방콕에 본사를 둔 비상장 전자상거래 기업으로, 트루 코퍼레이션의 분사 기업이다. 1억 5천만 달러 규모의 사업 확장을 통해 필리핀, 인도네시아, 베트남에 계열사를 설립하고, 미얀마와 캄보디아와 같이 접근성이 낮은 국가에도 진출했다.

## 연혁
2014년에 설립된 어센드 그룹은 트루 코퍼레이션의 기존 전자상거래 및 서비스 사업을 통합하여 원활한 사업부 간 서비스를 제공한다. 주요 자회사로는 어센드 커머스(Ascend Commerce), 어센드 머니(Ascend Money), 어센드 캐피털(Ascend Capital)이 있으며, 트루IDC(TrueIDC)와 에그 디지털(Egg Digital)과 같은 소규모 독립 사업체도 있다.
2018년 4월, 어센드는 11,000명이 넘는 고객 데이터가 유출되면서 논란의 중심에 섰다. 유출된 정보에는 고객의 신분증 정보도 포함되어 있었다.